# Flugplatz Pirna-Pratzschwitz

i7
i11
i13

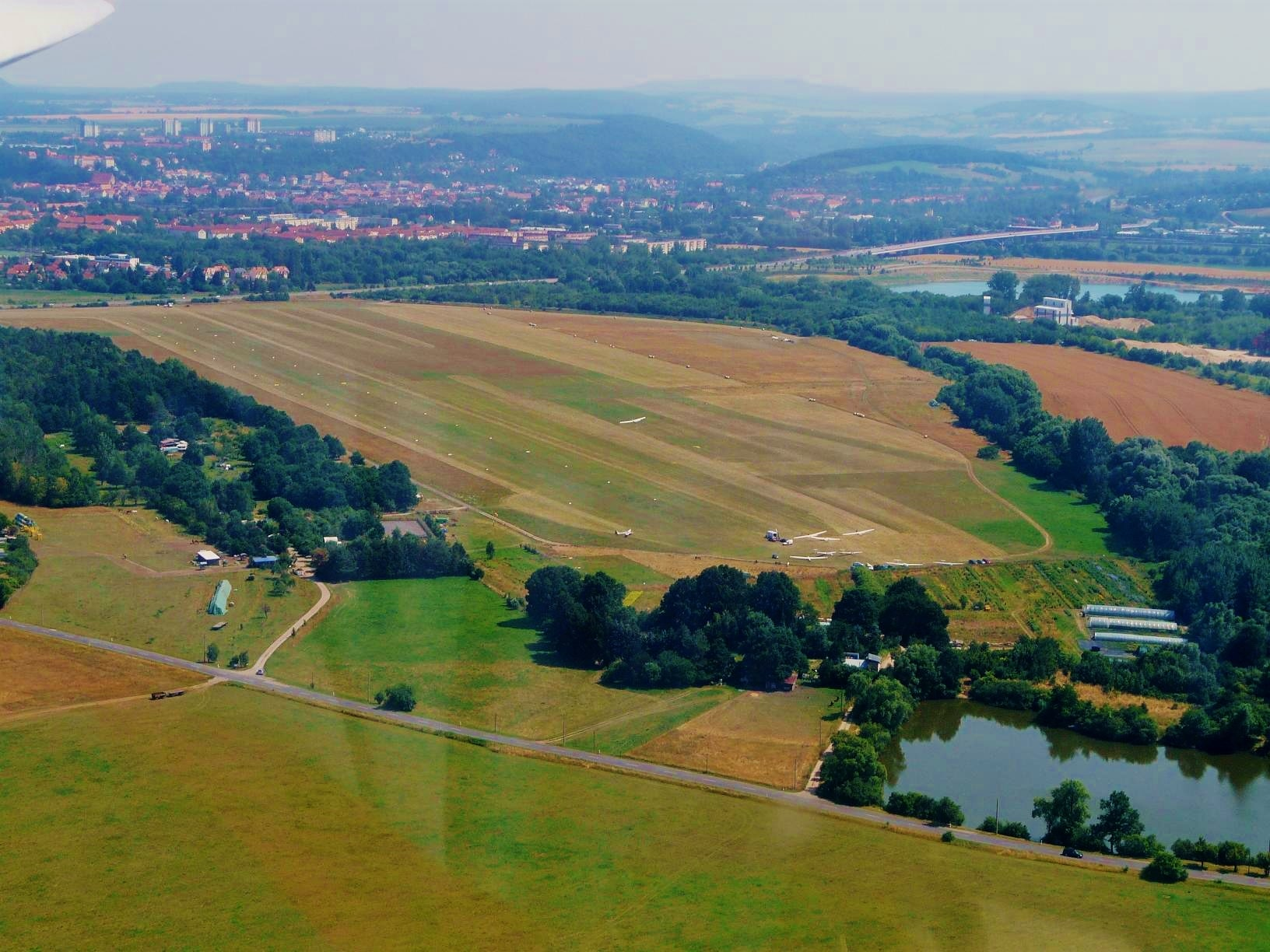
Segelflugbetrieb in Pirna, 2015

Der Flugplatz Pirna (ICAO-Code: EDAR) ist ein deutscher Flugplatz bei Pirna und ist klassifiziert als Sonderlandeplatz. Er liegt rechtselbisch ca. 2 km nordwestlich vom Pirnaer Stadtzentrum zwischen dem Kies- und Badesee Birkwitz und der S 177. Er befindet sich in der Gemarkung Pratzschwitz innerhalb der Ortschaft Birkwitz-Pratzschwitz. Zur Verfügung stehen eine Grasbahn für den Motorflug, parallel dazu eine Segelflug-Windenstart- und Landestrecke sowie ein Modellflug-Gelände.

## Geschichte
Die Anfänge des Flugplatzes lassen sich auf Vereinsbildungen bereits Ende der 1920er Jahre zurückführen. Im Pirnaer Anzeiger erschien 1928 ein Aufruf der Akaflieg Dresden (Akademische Fliegergruppe der Technischen Hochschule Dresden) zur Bildung eines Flugvereins im Deutschen Luftfahrt Verein e. V.
Die Mitglieder bauten die Flugzeuge und technisches Gerät größtenteils selbst. Das Segelflugzeug Zögling und ein Doppelsitzer des Typs Poppenhausen bildeten bald den Flugzeugpark. Berthelsdorf bei Neustadt und der Pirnaer Kohlberg waren die ersten Übungsgelände. Der Pirnaer Verein nahm an Rhönwettbewerben teil. Diese alljährlichen Segelflugtreffen auf der Wasserkuppe, einem wenig bewaldeten Berg inmitten der südwestlich des Thüringer Waldes gelegenen Rhön, waren damals die wichtigste Begegnungsstätte der deutschen Segelflieger. Der Ausbruch des Zweiten Weltkrieges brachte alle sportfliegerischen Aktivitäten in Deutschland zum Erliegen.
Erst 1952 konnten sich in Pirna wieder Flugsportenthusiasten zusammentun, um mit dem Bau von Flugmodellen und Segelflug zu beginnen. Für den Flugbetrieb wurde ein Schulgleiter SG 38 genutzt. Im Jahr 1953 wurde er bei einer Außenlandung schwer beschädigt, so dass bis zur Reparatur des Gleiters 1955 kein Flugbetrieb stattfinden konnte. Die Pirnaer Segelflieger wichen in dieser Zeit auf andere Flugplätzen wie Riesa-Göhlis und Flugplatz Klix aus. Die Grundausbildung fand auf den Elbwiesen statt.
Das erste eigene Flugzeug war ein Lommatzsch FES-530 Lehrmeister aus dem Apparatebau Lommatzsch bei Meißen. Für damalige Verhältnisse einmalig war der VEB Entwicklungsbau Pirna als Halter vermerkt.
Ein eigener Flugplatz existierte jedoch noch nicht. Die ersten Bemühungen galten ehemaligen Fluggeländen wie am Kohlberg und Triebenberg.
Doch weltweit gab es nach dem Krieg im Segelflug so rasche und verheißungsvolle technische Fortschritte, dass es ratsam erschien, mindestens 1200 m Schleppstrecke anzustreben. Niedrige Bodenwertzahlen machten auf den jetzigen Flugplatz in der Gemeinde Pratzschwitz aufmerksam. Im Jahre 1958 konnte der erste Start auf dem neuen Fluggelände erfolgen. Die endgültige Fertigstellung des Flugplatzes zog sich bis etwa 1975 hin.
Zu Beginn der 1970er Jahre kamen Segel- und Motorflieger der Technischen Universität Dresden hinzu. Neue, leistungsfähige Segelflugzeuge erlaubten jetzt auch weite Flüge über der Sächsischen Schweiz, der Lausitz und dem Erzgebirge. Wettkämpfe auf Bezirks- und Republikebene wurden zum festen Bestandteil des fliegerischen Lebens.
Leider fand diese Entwicklung 1979 ein jähes Ende. In der Gesellschaft für Sport und Technik (GST), dem alleinigen Träger aller sportfliegerischen Aktivitäten in der DDR, fand ein Führungswechsel statt. Nach einigen, in zeitlich kurzen Abständen erfolgten Fluchten aus der DDR mit Flugzeugen der GST wurden etliche, vor allem grenznahe Flugplätze geschlossen und der sportliche Aspekt des Segelfliegens trat zugunsten einer vormilitärischen Ausbildung in den Hintergrund.
Viele Segelflieger wurden vor die Wahl gestellt, entweder die Fliegerei oder verwandtschaftliche Beziehungen in den anderen Teil Deutschlands aufzugeben und entschieden sich für ihre Familien. Mitte der 80er Jahre erhielt die Sportfliegerei wieder mehr Freiraum. Erst die Wende in der DDR erlaubte ab 1990 die Unabhängigkeit der sich gründenden Flugsportvereine von staatlichen Einflüssen und die Rückkehr zur Sport- und Hobbyfliegerei ohne politische Bevormundung. In dieses Jahr fiel auch die Gründung des Aeroclub Pirna e. V. Der Aeroclub Pirna ist heute ein Verein mit circa 200 Mitgliedern (Stand 2024). Als Doppelsitzer stehen ein SZD-9 Bocian, zwei Puchacz, eine Schleicher ASK 21, ein Lommatzsch FES-530 und ein Twin I Grob G 103 sowie drei Astire Grob G 102 als Einsitzer zur Verfügung. Für den Streckensegelflug gibt es eine Glaser-Dirks DG-100, zwei Rolladen Schneider LS4 und seit Herbst 2015 eine Rolladen Schneider LS 7. Für Rundflüge und als Schleppflugzeug steht eine DR 400 Remorqueuer zur Verfügung. Außerdem ist der Aeroclub Pirna Halter einer HK36R „Super Simona“.

## Lage und Verkehrsanbindung

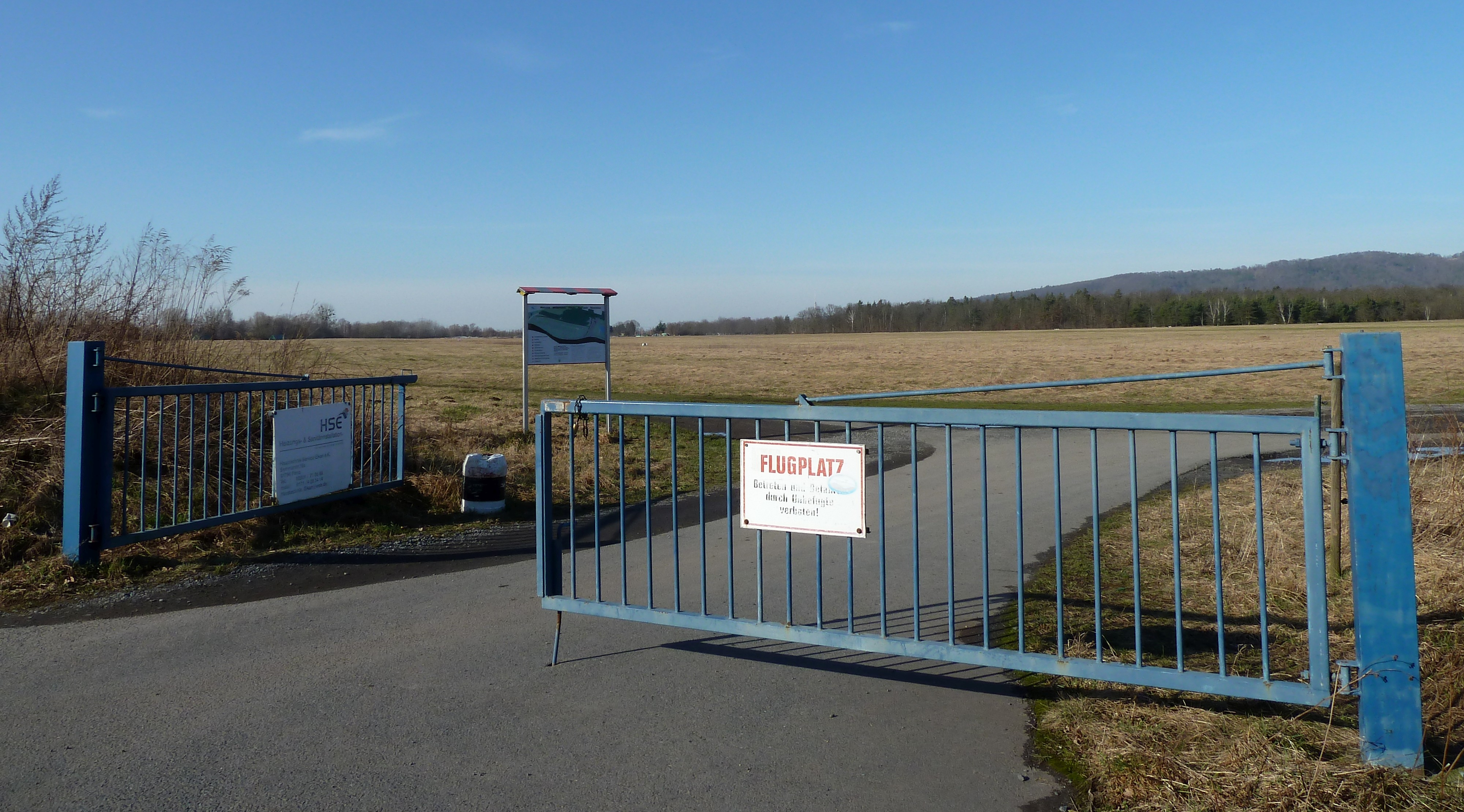
Einfahrt von der Waldstraße, Pirna-Copitz

Der Flugplatz liegt am Stadtrand von Pirna und ist über die Bundesautobahn 17, Abfahrt Pirna und der S 177 Abfahrt Pirna-Copitz zu erreichen.

## Umgebung und Übernachtung
Neben den Übernachtungs- und Campingmöglichkeiten am Platz sind in der Stadt Pirna zahlreiche Hotels und Pensionen vorhanden, welche schnell mit dem Taxi zu erreichen sind.

## Flugbetrieb
Der Flugbetrieb findet von April bis Oktober jedes Wochenende statt. Neben Segelflug, Motorseglern und Motorflug wird auf dem Flugplatz Pirna-Pratzschwitz auch mit Modellflugzeugen und Gleitschirmen geflogen, sowie zu besonderen Anlässen wie dem Pirnaer Stadtfest Fallschirmspringen durchgeführt.

### Segelflug
Zum Starten stehen eine Elektrowinde ESW-2B mit zwei Kunststoffseilen zur Verfügung. Im Windenstart werden Schlepphöhen von 400 bis 500 m erreicht.
Außerdem ist der Aeroclub in der Segelflug-1. Bundesliga vertreten. Durch das Projekt „Durchmarsch“ folgte 2015 der Aufstieg von der Quali-Liga in die Segelflug-2.Bundesliga. 2016 wurde der Aufstieg in die Segelflug-1. Bundesliga erreicht.